# Euphorbia fiherenensis
Euphorbia fiherenensis ist eine Pflanzenart aus der Gattung Wolfsmilch (Euphorbia) in der Familie der Wolfsmilchgewächse (Euphorbiaceae).

## Beschreibung
Die sukkulente Euphorbia fiherenensis bildet strauchartige Bäume bis 5 Meter Höhe aus. Die etwa 6 Millimeter dicken Zweige sind in Abschnitte bis 6 Zentimeter Länge aufgeteilt. Es werden vergängliche Blätter gebildet, die 5 Millimeter lang und 3 Millimeter breit werden.

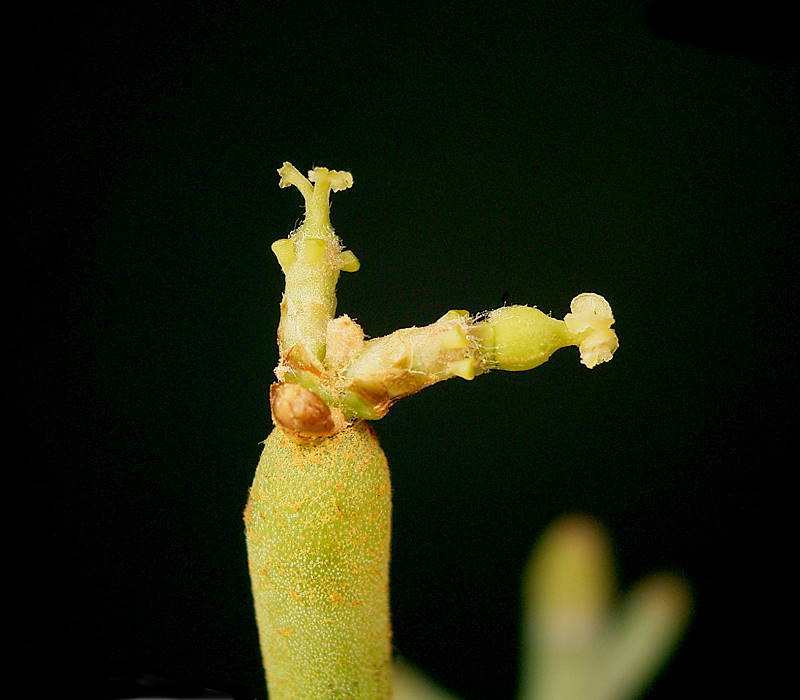
Blüten

Der Blütenstand besteht aus büscheligen Cymen. Die Cyathien sind entweder männlich oder weiblich. Pro Cyathium werden 3 elliptischen Nektardrüsen ausgebildet, die einzeln stehen. Die kugelförmige Frucht wird etwa 9 Millimeter groß und befindet sich an einem bis 7 Millimeter langen Stiel, der zurückgebogen ist. Der kugelförmige Samen besitzt ein Anhängsel.

## Verbreitung und Systematik
Euphorbia fiherenensis ist endemisch im Südwesten von Madagaskar auf Kalkgestein verbreitet. Die Art steht auf der Roten Liste der IUCN und gilt als nicht gefährdet (Least Concern).
Die Erstbeschreibung der Art erfolgte 1912 durch Henri Louis Poisson im Rahmen seiner Doktorarbeit. Als Synonym zu dieser Art gilt Tirucallia fiherenensis (Poiss.) P.V.Heath (1996).